# Annemarie Adlassnig
Annemarie Adlassnig (* 18. April 1954 in Paternion) ist eine österreichische Politikerin (ÖVP). Adlassnig ist seit 2003 Gemeinderätin in Klagenfurt und war von 2009 bis 2013 Abgeordnete zum Kärntner Landtag.

## Ausbildung und Beruf
Adlassnig absolvierte eine Bürokauffrauausbildung und war seit 1972 Büroangestellte bei ADEG-Kärnten. 1990 wurde sie zur Betriebsratsvorsitzende für rund 450 Mitarbeiter der ADEG Kärnten gewählt. 

## Politik
Adlassnig ist seit 1988 an der Arbeiterkammer Kärnten engagiert und war von 1996 bis 2000 Vorsitzende des Kontrollausschusses der Arbeiterkammer. Seit Februar 2002 ist sie Vorsitzende der Christlichen Gewerkschaft in der Gewerkschaft der Privatangestellten (GPA). Sie wurde im Mai 2002 zur Vorsitzenden der ÖAAB-Fraktion in der Arbeiterkammer und zum Mitglied des Vorstandes der Arbeiterkammer gewählt. Im November 2002 zog Adlassnig als Mitglied in das Bundespräsidium der Christlichen Gewerkschaft der GPA ein und übernahm den Vorsitz des Arbeitnehmerförderungsbeirates Kärnten. 
Adlassnig ist zudem Mitglied des Vorstandes und der Generalversammlung der Kärntner Gebietskrankenkasse, stellvertretende Vorsitzende der ÖAAB-Landesfrauen, Mitglied der ÖAAB-Bundesfrauen und Mitglied des GPA-Bundesausschusses Wirtschaftsberater Handel. Seit 2003 ist Adlassnig Gemeinderätin in Klagenfurt. Adlassnig trat bei der Landtagswahl 2009 auf Platz drei der ÖVP-Landesliste an und war Spitzenkandidatin der Stadt Klagenfurt und des ÖAAB. Sie wurde am 31. März 2009 als Abgeordnete im Kärntner Landtag angelobt.

## Privates
Adlassnig ist verheiratet und lebt in Kärnten.